# 北兴农场
北兴农场是一个位于中华人民共和国黑龙江省七台河市新兴区的农场，亦是黑龙江省农垦红兴隆管理局所属的一个农场。
北兴农场始建于1955年10月，以场区内“北兴岗”得名，原为金沙农场（今八五五农场）的一、三、五分场，1963年1月，组建新场，命名为“北兴农场”，隶属东北农垦总局密山分局。1968年6月，组建沈阳军区黑龙江生产建设兵团，编为第三师第三十二团。1976年2月，撤销生产建设兵团，恢复北兴农场。地处三江平原完达山北麓，面积775平方公里，总人口2.2万人。

## 行政区划
北兴农场下辖以下单位：
。